# Hedblomster
Hedblomster (Helichrysum arenarium) är flerårig ört, inom hedblomstersläktet och familjen korgblommiga växter, med silvergrått ludna blad och stjälkar. Den blir omkring tre decimeter hög och växer vanligen i bestånd. Bladen sitter både i basala rosetter och strödda på stjälken, de är spatellika till smalt lansettlika. Hedblomster blommar i juli till augusti, blomkorgarna är fem till åtta millimeter och sitter samlade i täta toppställda flocklika samlingar. Holkfjällen är pappersartade och guldgula eller orangegula. Blommorna är gula och rörlika.
Hedblomster är fridlyst i Sverige.